# Aeletes clarulus
Aeletes clarulus är en skalbaggsart som först beskrevs av Edmund Reitter 1884.  Aeletes clarulus ingår i släktet Aeletes och familjen stumpbaggar. Inga underarter finns listade i Catalogue of Life.